# Kawasaki Ninja ZX-9R
La Kawasaki Ninja ZX-9R è una motocicletta della casa motociclistica giapponese Kawasaki prodotta dal 1993 al 2003.

## Profilo e tecnica

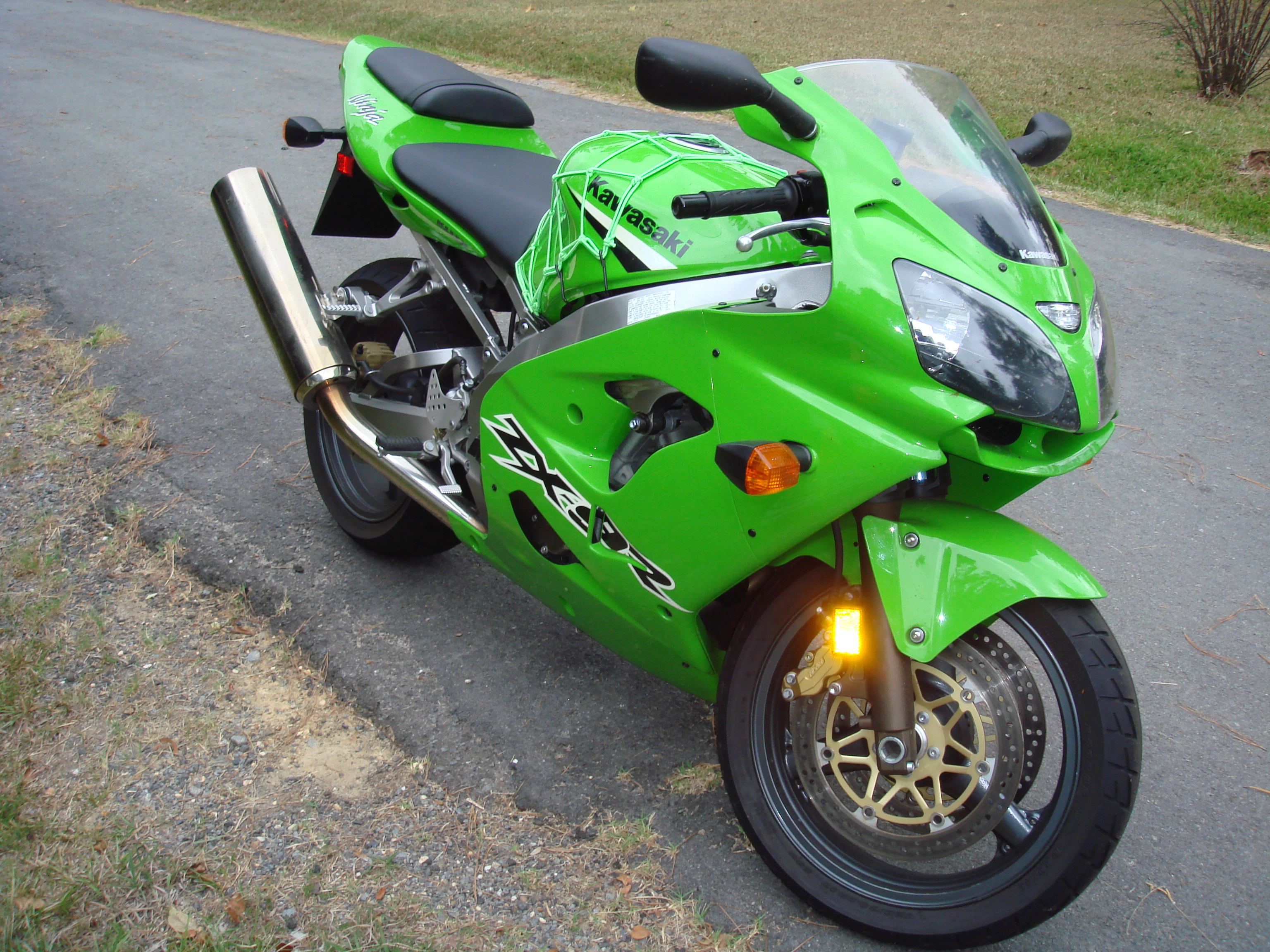
ZX-9R del 2003

È dotata di un motore a quattro tempi raffreddato a liquido dalla cilindrata 
totale di 899 cm³, alimentato da un sistema a quadrupla farfalla, coadiuvato da quattro carburatori con valvole a farfalla a controllo elettronico.
Il motore a quattro cilindri in linea è dotato di 16 valvole azionate mediante due alberi a camme in testa.
Costruita dal 1994 al 2003 e sostituito dalla ZX-10R nel 2004, la moto è stata sviluppata dalla Kawasaki in risposta all'introduzione della Honda CBR 900RR "Fireblade" nel 1992. È stata presentata ufficialmente in anteprima a settembre 1993 durante il salone di Parigi.

## Caratteristiche tecniche
| Caratteristiche tecniche - Kawasaki Ninja ZX-9R                                         | Caratteristiche tecniche - Kawasaki Ninja ZX-9R                                         | Caratteristiche tecniche - Kawasaki Ninja ZX-9R                                         | Caratteristiche tecniche - Kawasaki Ninja ZX-9R                                         | Caratteristiche tecniche - Kawasaki Ninja ZX-9R                                   | Caratteristiche tecniche - Kawasaki Ninja ZX-9R                                   |
| --------------------------------------------------------------------------------------- | --------------------------------------------------------------------------------------- | --------------------------------------------------------------------------------------- | --------------------------------------------------------------------------------------- | --------------------------------------------------------------------------------- | --------------------------------------------------------------------------------- |
|                                                                                         |                                                                                         |                                                                                         |                                                                                         |                                                                                   |                                                                                   |
| Dimensioni e pesi                                                                       |                                                                                         |                                                                                         |                                                                                         |                                                                                   |                                                                                   |
| Meccanica                                                                               |                                                                                         |                                                                                         |                                                                                         |                                                                                   |                                                                                   |
| Tipo motore: Quattro cilindri in linea a 4 tempi, lubrificazione forzata a carter secco | Tipo motore: Quattro cilindri in linea a 4 tempi, lubrificazione forzata a carter secco | Tipo motore: Quattro cilindri in linea a 4 tempi, lubrificazione forzata a carter secco | Tipo motore: Quattro cilindri in linea a 4 tempi, lubrificazione forzata a carter secco | Raffreddamento: a liquido                                                         | Raffreddamento: a liquido                                                         |
| Cilindrata                                                                              | 899 cm³ (Alesaggio 75 × Corsa 50,9 mm)                                                  | 899 cm³ (Alesaggio 75 × Corsa 50,9 mm)                                                  | 899 cm³ (Alesaggio 75 × Corsa 50,9 mm)                                                  | 899 cm³ (Alesaggio 75 × Corsa 50,9 mm)                                            | 899 cm³ (Alesaggio 75 × Corsa 50,9 mm)                                            |
| Distribuzione: DOHC 4 valvole per cilindro                                              | Distribuzione: DOHC 4 valvole per cilindro                                              | Distribuzione: DOHC 4 valvole per cilindro                                              | Alimentazione: Quattro carburatori da 40 mm                                             | Alimentazione: Quattro carburatori da 40 mm                                       | Alimentazione: Quattro carburatori da 40 mm                                       |
| Frizione: dischi multipli in bagno d’olio, manuale                                      | Frizione: dischi multipli in bagno d’olio, manuale                                      | Frizione: dischi multipli in bagno d’olio, manuale                                      | Cambio: 6 marce                                                                         | Cambio: 6 marce                                                                   | Cambio: 6 marce                                                                   |
| Accensione                                                                              | elettronica                                                                             | elettronica                                                                             | elettronica                                                                             | elettronica                                                                       | elettronica                                                                       |
| Trasmissione                                                                            | primaria a ingranaggi, secondaria a catena                                              | primaria a ingranaggi, secondaria a catena                                              | primaria a ingranaggi, secondaria a catena                                              | primaria a ingranaggi, secondaria a catena                                        | primaria a ingranaggi, secondaria a catena                                        |
| Avviamento                                                                              | elettrico                                                                               | elettrico                                                                               | elettrico                                                                               | elettrico                                                                         | elettrico                                                                         |
| Ciclistica                                                                              |                                                                                         |                                                                                         |                                                                                         |                                                                                   |                                                                                   |
| Telaio                                                                                  | a doppia trave in alluminio                                                             | a doppia trave in alluminio                                                             | a doppia trave in alluminio                                                             | a doppia trave in alluminio                                                       | a doppia trave in alluminio                                                       |
| Sospensioni                                                                             | Anteriore: forcella telescopica / Posteriore: uni-Trak con ammortizzatore a gas e       | Anteriore: forcella telescopica / Posteriore: uni-Trak con ammortizzatore a gas e       | Anteriore: forcella telescopica / Posteriore: uni-Trak con ammortizzatore a gas e       | Anteriore: forcella telescopica / Posteriore: uni-Trak con ammortizzatore a gas e | Anteriore: forcella telescopica / Posteriore: uni-Trak con ammortizzatore a gas e |
| Freni                                                                                   | Anteriore: disco / Posteriore: disco singolo                                            | Anteriore: disco / Posteriore: disco singolo                                            | Anteriore: disco / Posteriore: disco singolo                                            | Anteriore: disco / Posteriore: disco singolo                                      | Anteriore: disco / Posteriore: disco singolo                                      |
| Fonte dei dati:                                                                         |                                                                                         |                                                                                         |                                                                                         |                                                                                   |                                                                                   |